# Cecerleg járás (Észak-Hangáj)
Cecerleg járás (mongol nyelven: Цэцэрлэг сум) Mongólia Észak-Hangáj tartományának egyik járása. Területe 2500 km². Népessége kb. 3813 fő.
Székhelye Hudzsirt (Хужирт), mely 212 km-re fekszik Cecerleg tartományi székhelytől.